# Saint-Médard, Lot
Saint-Médard là một xã thuộc tỉnh Lot tây nam Pháp. Xã có diện tích 11,78 km², dân số theo điều tra năm 1999 là 153 người. Khu vực này có độ cao trung bình 139 mét trên mực nước biển.